# Peter Mansfield
Peter Mansfield (Londres, 9 de outubro de 1933 − Londres, 8 de fevereiro de 2017) foi um físico britânico. Foi agraciado com o Nobel de Fisiologia ou Medicina de 2003, juntamente com o estadunidense Paul Lauterbur, por descobertas fundamentais sobre o uso da ressonância magnética. Foi eleito membro da Royal Society em 1987.

## Biografia
Peter Mansfield nasceu em Lambeth, um bairro no sul de Londres, Inglaterra, em 9 de outubro de 1933. Filho de Sidney George Mansfield, que era instalador de gás da empresa South Metropolitan Gas Company, e Rose Lillian Mansfield. Peter é o mais novo dos três irmãos, Conrad William é o mais velho, e Sidney Albert o filho do meio.[3]
Mansfield cresceu em Camberwell, porém durante a Segunda Guerra Mundial, em 1939 com 6 anos, ele foi evacuado de Londres: inicialmente para Sevenoaks (distrito no condado de Kent, no Sudeste da Inglaterra) por um curto período e depois duas vezes para Torquay, Devon, onde pôde ficar com a mesma família Rowland em ambas as ocasiões.  
Ao retornar a Londres após a guerra, ele foi instruído por um mestre da escola para fazer o exame 11+. Nunca tendo ouvido falar do exame antes, e não tendo tempo para se preparar, Mansfield não conseguiu um lugar na escola de gramática local. Sua marca foi, no entanto, alta o suficiente para ele ir para uma escola central em Peckham. Aos 15 anos de idade, ele foi informado por um professor de carreira que a ciência não era para ele. Ele deixou a escola pouco depois para trabalhar como assistente de impressão. Na idade de 18 anos, tendo desenvolvido um interesse em foguetes, Mansfield conseguiu um emprego no Departamento de Propulsão de Foguetes do Ministério do Abastecimento em Westcott, Buckinghamshire. Dezoito meses depois, ele foi chamado para o Serviço Nacional.

## Formação
Depois de servir no exército por dois anos, Mansfield voltou para Westcott e começou a estudar para os níveis A na escola noturna. Dois anos depois, ele entrou para estudar física no Queen Mary College, em Londres.
Após completar seu bacharelado no Queen Mary College em 1959, Peter Mansfield não apenas adquiriu uma base sólida em física, mas também uma compreensão fundamental das aplicações práticas da ressonância magnética. Seu projeto de último ano, sob a orientação de Jack Powles, revelou sua habilidade excepcional em construir instrumentos científicos inovadores. A construção bem-sucedida de um espectrômetro portátil baseado em transistores para medir o campo magnético da Terra demonstrou seu talento técnico. A partir desse ponto, Mansfield encontrou uma nova paixão na pesquisa de Ressonância Magnética Nuclear (RMN). Jack Powles, cujo interesse estava voltado para o estudo do movimento molecular, especialmente em líquidos, convidou Mansfield para se juntar ao seu grupo de pesquisa. Nessa colaboração, Mansfield embarcou em um projeto para desenvolver um espectrômetro de RMN pulsado, visando estudar sistemas de polímeros sólidos. Essa fase de sua jornada acadêmica culminou com a obtenção de seu PhD em 1962, quando ele apresentou sua tese pioneira intitulada "Relaxamento de ressonância magnética de prótons em sólidos por métodos transitórios". Essa pesquisa marcou o início de suas notáveis contribuições para a ressonância magnética e sua aplicação na medicina.

## Carreira
Após seu PhD, Mansfield foi convidado para uma pesquisa de pós-doutorado com Charlie Slichter na Universidade de Illinois em Urbana (Condado de Champaign), onde realizou um estudo de RMN de metais dopados.
Em 1964, ele retornou à Inglaterra para assumir o cargo de professor da Universidade de Nottingham, onde pôde continuar seus estudos em RMN de múltiplos pulsos. Ele foi sucessivamente nomeado Senior Lecturer (indivíduos que já detenham o grau de doutor) em 1968 e Reader em 1970. Durante esse período, sua equipe desenvolveu o equipamento de ressonância magnética com a ajuda de doações do Conselho de Pesquisa Médica. Não foi até a década de 1970 com os desenvolvimentos de Paul Lauterbur e Mansfield que a RMN poderia ser usada para produzir imagens do corpo. Em 1979, Mansfield foi nomeado Professor do Departamento de Física até sua aposentadoria em 1994 (este título dado no Reino Unido sendo o último cargo atingido, apenas um número muito pequeno de indivíduos que normalmente são chefes de departamentos acadêmicos).
- 1962: Research Associate (Pesquisador Associado) do Departamento de Física da Universidade de Illinois
- 1964: Lecturer (Professor) do Departamento de Física da Universidade de Nottingham
- 1968: Senior Lecturer (Professor Sênior) do Departamento de Física da Universidade de Nottingham
- 1970: Reader (Professor Associado) do Departamento de Física da Universidade de Nottingham
- 1972-3: Senior Visitor (Professor Visitante Sênior), no Instituto Max Planck de Pesquisa Médica, Heidelberg
- 1979: Professor (título acadêmico mais alto do Reino Unido) do Departamento de Física da Universidade de Nottingham  ver também : Professor - Reino Unido

Acredita-se que Mansfield tenha inventado a "seleção de fatias" para ressonância magnética e entender como os sinais de rádio da ressonância magnética podem ser analisados matematicamente, tornando a interpretação dos sinais em uma imagem útil uma possibilidade. Ele também é creditado com a descoberta de quão rápido a imagem poderia ser possível através do desenvolvimento do protocolo de ressonância magnética chamado imageamento ecológico. A imagiologia ecológica permite que as imagens ponderadas em T2* sejam recolhidas muitas vezes mais rapidamente do que anteriormente. Também tornou viável a ressonância magnética funcional (fMRI, do inglês Functional Magnetic Ressonance Imaging).
Atualmente, uma nova frente de diagnóstico por imagem é a Elastografia por Ressonância Magnética (ERM), com o fito de estimar a rigidez transversal a partir de imagens de onda. Ela se utiliza de algoritmos matemático e o conceito de seleção de fatias para cada gradiente codificadores de movimento e rigidez do material analisado. A excitação mecânica é ampliada e captada por um tomografo RM, gerando mapa de fase e de magnitude, resultando na aquisição de imagens da onda. O especialista médico consegue "apalpar remotamente o tecido", sem a utilização de radiação ionizante danosa. A fonte utilizada foi VIEIRA, Sílvio Leão; OLIVEIRA, Lucas Nonato de  and  CARNEIRO, Antonio Adilton Oliveira. Princípios físicos da elastografia por ressonância magnética.

## Contribuição para a Física e Medicina
O estudo desenvolvido por Peter Mansfield trouxe grande contribuição para a física e aplicação na medicina. A ressonância magnética utiliza as propriedades magnéticas dos núcleos de hidrogênio e, em particular, as encontradas nas moléculas de água que constituem mais da metade do nosso peso corporal. Em um campo magnético, eles têm dois estados possíveis, paralelos e opostos ao campo magnético. Um campo de radiofrequência precisamente sintonizado com a diferença de energia entre eles induzirá uma transição (ressonância). Mansfield percebeu que, em um gradiente de campo magnético, a frequência de ressonância corresponderia à posição, permitindo que uma imagem fosse gerada.
Ele queria usar isso para estudar a estrutura cristalina, mas não conseguia gerar gradientes suficientemente fortes. Amostras biológicas mostraram-se mais receptivas - um ramo de tremoço de seu jardim, uma vagem de quiabo do verdureiro e, em 1976, a primeira demonstração de anatomia humana viva, o dedo de seu aluno de doutorado. Mas os ímãs poderiam ser ampliados para acomodar todo o corpo humano? Peter convenceu o Conselho de Pesquisa Médica que eles podiam e dentro de dois anos ele próprio foi o assunto para o primeiro exame corporal completo em sua máquina protótipo, agora no Museu da Ciência em Londres. Enquanto ele estava indo para o protótipo, foi filmado dizendo: "O pior que poderia acontecer seria uma parada cardíaca!". Esse exame corporal feito no Peter Mansfield forneceu a primeira imagem de Ressonância Magnética de órgãos dentro do corpo.
Sua ideia, a imagem eco-planar EPI (do inglês echo-planar imaging), uma técnica que exigia uma troca ainda mais rápida dos gradientes do campo magnético, provou a resposta. O EPI é tecnicamente desafiador e não foi disponibilizado em scanners comerciais por mais de uma década. O problema eram as correntes parasitas que gerava no orifício do imã. Mais uma vez foi Peter quem encontrou a solução, na triagem ativa. A crença de que algo era possível e a obstinada determinação de sucesso caracterizavam Peter. Ele foi um inventor por excelência, e o desenvolvimento da ressonância magnética pode ser seguido em suas patentes.
A ressonância magnética revela lesão e doença com base em anormalidades estruturais. É o método diagnóstico de escolha para muitas aplicações, particularmente no cérebro. EPI sustenta uma nova técnica, ressonância magnética funcional (fMRI), que explora as mudanças no fluxo sanguíneo e oxigenação para identificar regiões da atividade cerebral. Com sua capacidade de desvendar os segredos da mente humana e identificar as redes cerebrais afetadas nos distúrbios psiquiátricos, a fMRI promete uma segunda revolução na medicina diagnóstica.

## Prêmios e Honrarias
- 1983 Medalha de Ouro da Sociedade de Ressonância Magnética em Medicina
- 1984 Prêmio conjunto da Medalha de Ouro e Prêmio da Royal Society Welcome Foundation.
- 1986 Membro eleito do Queen Mary College (hoje Queen Mary University of London)
- 1987 Eleito membro da Royal Society (FRS)

- 1987 Eleito Presidente da Sociedade de Ressonância Magnética em Medicina
- 1988 recebe medalha e prêmio Duddell pelo Instituto de Física
- 1988 recebe medalha de Silvanus Thompson pelo Instituto Britânico de Radiologia
- 1989 Antoine Béclère Medalha da Sociedade Internacional de Radiologia e do Instituto Antoine Béclère em Paris
- 1990 Prêmio da Royal Society Mullard (em conjunto com John Mallard e Jim Hutchinson)
- 1992  Prêmio da Sociedade Internacional de Ressonância Magnética (ISMAR) (em conjunto com P. Lauterbur)
- 1993 Knighted 1993 Placa de Prata da Sociedade Europeia de Ressonância Magnética em Medicina e Biologia
- 1993 Eleito membro honorário do Royal College of Radiology e membro honorário do Instituto Britânico de Radiologia.
- 1994 Eleito Membro Honorário da Sociedade de Ressonância Magnética e Membro da Sociedade de Ressonância Magnética
- 1995 Prêmio Garmisch-Partenkirchen para MRI
- 1995 Medalha de Ouro do Congresso Europeu de Radiologia e da Associação Europeia de Radiologia
- 1997 Honorary Fellow do Instituto de Física
- 2003 Prêmio Nobel de Fisiologia ou Medicina para Medicina com Paul Lauterbur
- 2009 foi agraciado com o Lifetime Achievement Award pelo primeiro-ministro, Gordon Brown, transmitido pela cerimônia do Pride of Britain Awards da ITV.

## Morte e Legado
Editorial O Globo 09-02-2017:
"Atualmente, os exames de ressonância magnética (MRI, na sigla em inglês) estão entre os mais avançados disponíveis na medicina, permitindo o diagnóstico de várias doenças. E muito disso se deve ao trabalho do físico britânico Peter Mansfield. Graças a ele, a ideia de usar de intensos campos magnéticos e ondas de rádio para gerar imagens em três dimensões do interior do corpo humano, sem arriscar a utilização dos potencialmente danosos raios-X, ganhou espaço em clínicas e hospitais ao redor do mundo.
Isto porque foi Mansfield quem demonstrou, nos anos 1970, que estes sinais de rádio podem ser analisados matematicamente para construir tais imagens em questão de minutos, contra as horas requeridas anteriormente. Este desenvolvimento da técnica rendeu a Mansfield e ao inventor do processo, o professor de química americano Paul Lauterbur, o Prêmio Nobel de Fisiologia ou Medicina de 2003.
— Poucas pessoas podem olhar para trás em suas carreiras e concluir que mudaram o mundo. E ao se tornar um pioneiro da MRI, foi exatamente o que Sir Peter Mansfield fez, ele mudou nosso mundo para melhor — resumiu David Greenaway, vice-reitor da Universidade de Nottingham, no Reino Unido, onde ele era professor, em um comunicado lamentando sua morte.

Peter Mansfield faleceu no dia 08-02-2017 aos 83 anos de causas não divulgadas. Ele deixa a esposa Jean, com quem se casou em 1962, duas filhas e vários netos."

### Outras referências
- University of Nottingham: Peter Mansfield homepage. Arquivado: 13-01-2013 no Wayback Machine.
- Nobel Prize 2003 Press Release
- O GLOBO. "Morre Peter Mansfield, pioneiro da ressonância magnética". Acesso em: 12-08-2018.